# Adolfo de Sandoval
Adolfo de Sandoval y Abellán (Oviedo, 1860-Madrid, 1945) fue un escritor español.

## Biografía
Nació el 5 de julio de 1860 en Oviedo. Publicó A la sombra de la catedral, Ante todo lo amado (2ª parte de la anterior, 1918), Paisajes espirituales (1918), Rayo de luna (1919), La gran reveladora (novela, 1920), Beatriz Pacheco, Toda hermosa, Corazón de un estudiante, Almas gemelas, Forjador de almas, Los amores de un cadete, Fuencisla Moyano y La gran fascinadora, esta última sobre la ciudad de Ávila. Falleció el 2 de enero de 1945 en Madrid. Fue declarado hijo adoptivo de localidades como Ávila (1920) y El Toboso (1930).